# Пресса в Швеции
История шведской прессы началась в 1645 году, когда была основана первая в Швеции газета «Ordinari Post Tijdender», существующая и поныне под названием «Post- och Inrikes Tidningar». C 1791 года издание этой газеты составляет привилегию Шведской академии..
Раньше для издания периодического органа требовалось особое королевское разрешение, причем сам орган оставался подцензурным, как и все другие печатные издания. В 1812 году был принят закон о свободе печати, вошедший в число четырёх основных законов Швеции. Закон определил подробные правила относительно прав издательства и связанной с ними ответственности: виновные в нарушении этих правил подсудны суду присяжных. Право издавать печатный орган было предоставлено каждому, кто «не был наказан по суду за преступление или объявлен не достойным вести речь за других», под условием заявления о том министерству юстиции.
По состоянию на 1899 год в Швеции действовало 754 органа периодической печати, из них 331 газета (43 издавались в Стокгольме, из них 12 ежедневных). Провинциальная пресса, которая до 1850 года была представлена лишь одной газетой, имела их теперь 40. Некоторые газеты издавались тиражом до 100 000 экземпляров.